# 漁岳
漁岳（いざりだけ）は、北海道石狩振興局恵庭市と千歳市および札幌市の接点にある標高1,318 mの火山である。北海道の百名山に選定されている。山頂には二等三角点「漁岳」が設置されている。

## 山名の由来
この山を水源とする漁川に由来する。「いざり」の語源はアイヌ語で「サケ・マスの産卵する川」を意味する「イチャンコッペ」のイチャンがイザリと訛り「漁」の字が当てられた。近隣に同名の山「イチャンコッペ山」がある。

## 登山ルート
登山道はなく、漁川を遡らなくてはならず一般向けではない。あるいは空沼岳から尾根伝いにハイマツを藪漕ぎして山頂に至る。

## 近隣の山
- 空沼岳 (1,250.8 m)
- 小漁山 (1,235.2 m) - 豊平川の源頭
- 丹鳴岳 (1,039.6 m)
- フレ岳 (1,046 m) - 尻別川の源頭
- 恵庭岳 (1,320 m)
- 紋別岳 (866 m)
- 風不死岳 (1,102.5 m)
- イチャンコッペ山 (829 m)